# Andrew Zimmern
Andrew Scott Zimmern, 4 de julio de 1961 Nueva York, Nueva York, Estados Unidos, es un escritor, crítico, chef y gustador de comidas exóticas. Ha escrito para muchas revistas y ha recibido el premio “American Society of Professional Journalists”. 
Con su programa “Bizarre Foods” o "Comidas Exóticas" en Latinoamérica se da la buena vida viajando por el mundo en busca de comidas exóticas y haciendo críticas muy acertadas con explicaciones bastante claras de todos y cada uno de los platillos que prueba en distintas localidades. 
Es interesante la facilidad con la que puede aceptar los alimentos de distintas regiones, acudiendo a mercados de productos locales y poblados donde puede encontrar gusanos de distintas variedades, moluscos de especies raras y poco comunes al igual que probar cosas tan exóticas y a veces repugnantes como huevos con embrión acompañados de salsas picantes. 
Actualmente Zimmern reside en St. Paul con su esposa Rishia y su hijo, Noah. A veces su programa de comidas exóticas te deja con hambre, pues algunas veces prueba comidas que de verdad antojan y al menos son digeribles para cualquier ser humano. Pero si de comidas raras se trata, él es el experto en probar y mostrarnos a que saben dichos platos extraños.